# Jean Puy
Jean Puy (Roanne, 7 de novembro de 1876 – Roanne, 6 de março de 1960) foi um pintor fauvista, conhecido como um dos principais intervenientes deste movimento artístico, surgido em 1905. Puy é igualmente lembrado como sendo um dos primeiros «fauves», já que participou na escandalosa exposição no Salon d'Automne, junto a Henri Matisse, Henri Manguin, George Rouault e Derain.

## Biografia
Nasceu na região do Loire, no seio de uma família proprietária de uma manufactura. Teve uma infância confortável, própria da burguesia, que, na sociedade, se tornava cada vez mais influente.
Com dezanove anos de idade ingressou na École des Beaux Arts, em Lyon, onde frequentou as aulas de desenho e pintura de Tony Toillet. Depois deste período de aprendizagem, partiu para Paris em busca de reconhecimento por parte da crítica de arte.
Em Paris, Jean Puy conheceu pintores de fama emergente, que o viriam, mais tarde, a influenciar na sua trajectória. Passou então a reunir-se com Albert Marquet, Derain e até Henri Matisse, que se tornaram, por sua vez, grandes amigos seus. Conheceu até mesmo Henri Manguin, tendo concebido alguns trabalhos no estúdio do artista.
Em 1905 participou no evento que o marcaria para toda a vida: o Salon d'Automne. Ao redor de Matisse formou-se um grupo de pintores no qual se incluia Puy. Todos se haviam rendido àquela forma de pintura distorcida, dramática, e contraditória, à qual Vauxcelles deu o nome de fauvista.
Depois da arrebatadora exposição, parte à descoberta da Bretanha, onde permaneceu durante longos anos. Assim é frequente encontrar, na obra de Puy, o mar ou temas relativos ao mesmo. Foi na Bretanha que Puy adquiriu o seu primeiro barco.
Anos depois iniciou uma grande rota de exposições internacionais, tendo exibido as suas pinturas em Londres (com Albert Marquet), em Torino, em Dallas, em Nova Deli, em Berlim, em Nova Iorque, em São Francisco, em Argel e em Toronto, não sendo menos importante as exposições que também realizou em Paris.
Faleceu em 1960, a 6 de Março, três meses depois do seu irmão Michel Puy falecer.
Obras de arte
-Portrait of the Artist's Wife
-Poterie et citron sur tapis groseille
-Landscape
-L'Étagère rose
-Nature morte
-Summer
-Étude d'après un plâtre
-Studio